# Legend of Sudsakorn
Pour plus de détails, voir Fiche technique et Distribution.
Legend of Sudsakorn (สุดสาคร, Sudsakorn) est un film thaïlandais fantastique réalisé par Kaisorn Buranasing, sorti en 2006.
L'histoire du film s'inspire de Phra Aphai Mani,, un très long poème épique composé par Sunthorn Phu, fameux poète thaïlandais des XVIIIe et XIXe siècles.

## Synopsis
Sudsakorn est un enfant initié à la magie des temps anciens par son grand-père, un ermite. Il n'a jamais connu son père. Un jour sa mère, une très jolie sirène, l'envoie à la recherche de son père le prince Phra Aphai Mani. Commence alors l'odyssée de Sudsakorn et de son cheval-dragon Ma Nim Mongkorn...

## Fiche technique
- Titre : Legend of Sudsakorn
- Titres original : สุดสาคร (Sudsakorn)
- Autres titres : Mummys Island / Les Guerriers de Sudsakorn
- Réalisation : Kaisorn Buranasing
- Scénario : Namchock Daenghut
- Musique : Kaiwan Kulavadhanothai
- Pays :  Thaïlande
- Genre : Action, aventure et fantasy
- Durée : 86 minutes
- Date de sortie : 2006

## Distribution[6]
- Charlie Trairat (ชาลี ไตรรัตน์) : Sudsakorn
- Suchao Pongwilai  : l'ermite, Prachao Ta, grand-père de Sudsakorn
- Pemanee Sungarkart (เปมณี สังข์กรณ์ น้องเงือก) : la sirène, mère de Sudsakorn
- Surachai Sangarkart (สุรชัย แสงอากาศ) : Prince Phra Aphai Mani, père de Sudsakorn
- Phanudet Wattanasuchat (ภาณุเดช วัฒนสุชาติ) : Usalen, prince européen de Lanka
- Phachada Kaewphet (พชร แก้วเพชร) : Srisuwan, frère de Phra Aphai Mani
- Anyarit Pitakkul  : เจ้าชายหัสไชย
- Natathida Damrongwisetphanit (ณัฎฐธิดา ดำรงวิเศษพาณิชย์) : la princesse
- Patimakorn Vinichpanichkul (ปฎิมากรณ์ แก้วทองมาก) : l'ermite nu[7]